# 三島大輔
三島 大輔（みしま だいすけ、本名：臼井 邦彦（うすい くにひこ）、1941年6月26日 - 2015年2月22日）は、日本の作曲家。
千葉県松戸市出身。
山本譲二の「みちのくひとり旅」や、島悦子の「港の別れ」などを手がけた。「みちのくひとり旅」については、ヒットから遠ざかっていた山本が土下座して歌うことを懇願し、山本は以後も多くの楽曲の提供を受けた。
ちあきなおみや神野美伽が歌唱した「帰れないんだよ」は、臼井孝次名義で手がけた
2013年に肺癌の診断を受け、晩年は療養を続けながら作曲やプロモーションの支援などをおこなった。2015年2月22日、腎臓癌により横浜市の自宅で死去。